# Носатая жаба
Носатая жаба (лат. Rhinophrynus dorsalis) — вид бесхвостых земноводных из одноимённых рода (Rhinophrynus) и семейства (Rhinophrynidae), единственным современным представителем которых является. Также в семействе известны 3 ископаемых рода (Rhadinosteus, Chelomophrynus, Eorhinophrynus).

## Описание
Общая длина достигает 8—8,5 см. Тело почти яйцевидно-округлое, голова сливается с ним. Глаза небольшие, барабанная перепонка скрыта. Язык находится в передней части рта, он подвижен только на конце. Конечности короткие и пухлые, в области плюсны на подошве выступает роговой бугор, имеющий вид лопаты.
Основная окраска равномерно-бурая, вдоль спины проходит жёлтая полоса, по бокам присутствуют несколько жёлтых пятен.

## Образ жизни
Населяет сухие места. Очень хорошо роет норы, в которых проводит большую часть времени. Встречается на высоте 500—600 м над уровнем моря. Активна преимущественно в сумерках. Питается термитами и муравьями, которых слизывает языком — для этого жабы имеют уникальный среди лягушек механизм выпячивания языка.

## Размножение
Это яйцекладущие земноводные. Спаривание и размножение происходит после дождей. Самка откладывает яйца в небольшие водоёмы. В их поисках способна преодолевать значительные расстояния — до 1,6 км. При хороших условиях способны спариваться в любое время года. Головастики вылупляются из икринок через несколько дней и развиваются далее от одного до трёх месяцев во взрослую лягушку.

## Распространение
Обитают от южного Техаса через Мексику, Гватемалу, Гондурас, Сальвадор до Никарагуа и Коста-Рики. Вымершие виды были более широко распространены на север вплоть до Канады, вымерли в олигоцене.

## Палеонтология
Кроме одного современного, известны три ископаемых вида:
- Chelomophrynus bayi — средний эоцен (Bridgerian, Вайоминг)[6]
- Eorhinophrynus septentrionalis — средний эоцен (Bridgerian, Вайоминг)
- Rhadinosteus parvus — юрский период, Юта, США (Jurassic Morrison Formation, Rainbow Park Microsite)[6]

## Охрана
МСОП присвоил таксону охранный статус «Виды, вызывающие наименьшие опасения», охраняется в штате Техас, где была впервые обнаружена в 1960-х гг.